# Nakajima E2N
Nakajima E2N (яп. 一五式水上偵察機 итиго суйдзё: тэйсацуки, «морской разведывательный гидросамолёт Тип 15») — серийный разведывательный гидросамолёт Императорского флота Японии периода 1920—1930-х годов.

## История создания
В середине 1920-х годов командование ВВС Императорского флота Японии разработало концепцию, согласно которой крупные корабли флота должны были иметь 2 типа разведчиков-гидропланов: разведчик дальнего действия и ближний разведчик-корректировщик артиллерийского огня. Дальним разведчиком стал самолет Yokosuka E1Y, который заменил самолет Yokosuka Ro-go Ko-gata. Как ближний разведчик использовался немецкий гидросамолет Hansa-Brandenburg W. 33 устаревший к 1920-м годам и производившийся по лицензии фирмами Aichi и Nakajima.
Для его замены в 1924 был объявлен конкурс, в котором приняли участие фирмы «Aichi», «Nakajima» и Арсенал флота в Йокосуке.
Коллектив конструкторов фирмы «Nakajima», которым руководил Такао Ёсида, отказался от идеи модернизации немецкого самолета, а вместо этого разработал цельнодеревянный полутороплан с полотняной обшивкой и открытыми кабинами лётчиков. Самолёт был оснащен лицензионным вариантом двигателя «Hispano-Suiza V-8», вооружён 7,7-мм пулеметом в задней кабине и был способен нести четыре 30-килограммовые бомбы на внешней подвеске.

## Производство
Первый прототип был готов в 1926 году. Об испытания самолета осталось мало сведений, но известно, что у самолета были определённые проблемы, в частности плохая устойчивость. Но у его конкурентов дела были ещё хуже, и поэтому флот выбрал вариант фирмы «Nakajima», приняв его на вооружение под названием Морской разведывательный гидросамолет Тип 15-1 (или E2N1). В 1927 году, после устранения недостатков, самолёт был запущен в серийное производство.
В 1928 году был разработан учебный вариант Тип 15-2 (или «E2N2»), в котором в задней кабине был размещен второй комплект органов управления.
За 1927—1929 годы фирма «Nakajima» выпустила 47 самолетов обеих модификаций. Кроме того, было выпущено 3 самолета для рыболовецких артелей. В течение 1929—1930 годов ещё 30 машин выпустила фирма Kawanishi.

## Эксплуатация
«E2N» были первыми гидросамолетами японского флота, которые запускались с помощью катапульты (все предыдущие поплавковые гидросамолеты взлетали с орудийных башен линкоров и крейсеров). Однако их использование было недолгим — давали о себе знать не очень хорошие летные характеристики и достаточно архаичная для конца 1920-х годов цельнодеревянная конструкция.
В начале 1930-х годов «E2N» практически полностью исчезли из частей первой линии, где их заменили Nakajima E4N. Но они продолжали использоваться в качестве учебных до середины 1930-х годов.

## ТТХ

### Технические характеристики
- Экипаж: 2
- Длина: 9,57 м
- Размах крыла: 13,52 м
- Высота: 3,70 м
- Площадь крыла: 44,00 м²
- Профиль крыла:
- Масса пустого: 1 409 кг
- Масса снаряженного:
- Нормальная взлетная масса:
- Максимальная взлетная масса: 1 950 кг
- Двигатель Mitsubishi Тип Hi (Hispano-Suiza 8F)
- Мощность: 1x 300 л. с.[1]

### Лётные характеристики
- Максимальная скорость: 172 км/ч
  - у земли:
  - на высоте м:
- Крейсерская скорость: 138 км/ч
- Практическая дальность: 640 км
- Практический потолок: 5 400 м
- Скороподъёмность: м/с
- Нагрузка на крыло: кг/м²[1]

### Вооружение
- Пушечно-пулемётное:
  - один 7,7-мм пулемёт Тип 92
- Бомбовая нагрузка: 4 х 30 кг авиабомбы[1]